# Helena Zand
Helena Zand (ur. 15 października 1912, zm. 15 kwietnia 1983) – polska historyk ruchu robotniczego. 

## Życiorys
Pracowała na Wydziale Historyczno-Socjologicznym w Wyższej Szkole Nauk Społecznych przy KC PZPR i w Studium Podstaw Nauk Politycznych na Wydziale Dziennikarstwa i Nauk Politycznych Uniwersytetu Warszawskiego. Została pochowana na Cmentarzu Wojskowym na Powązkach (kwatera D37-9-7). 
Należała do Polskiej Zjednoczonej Partii Robotniczej.

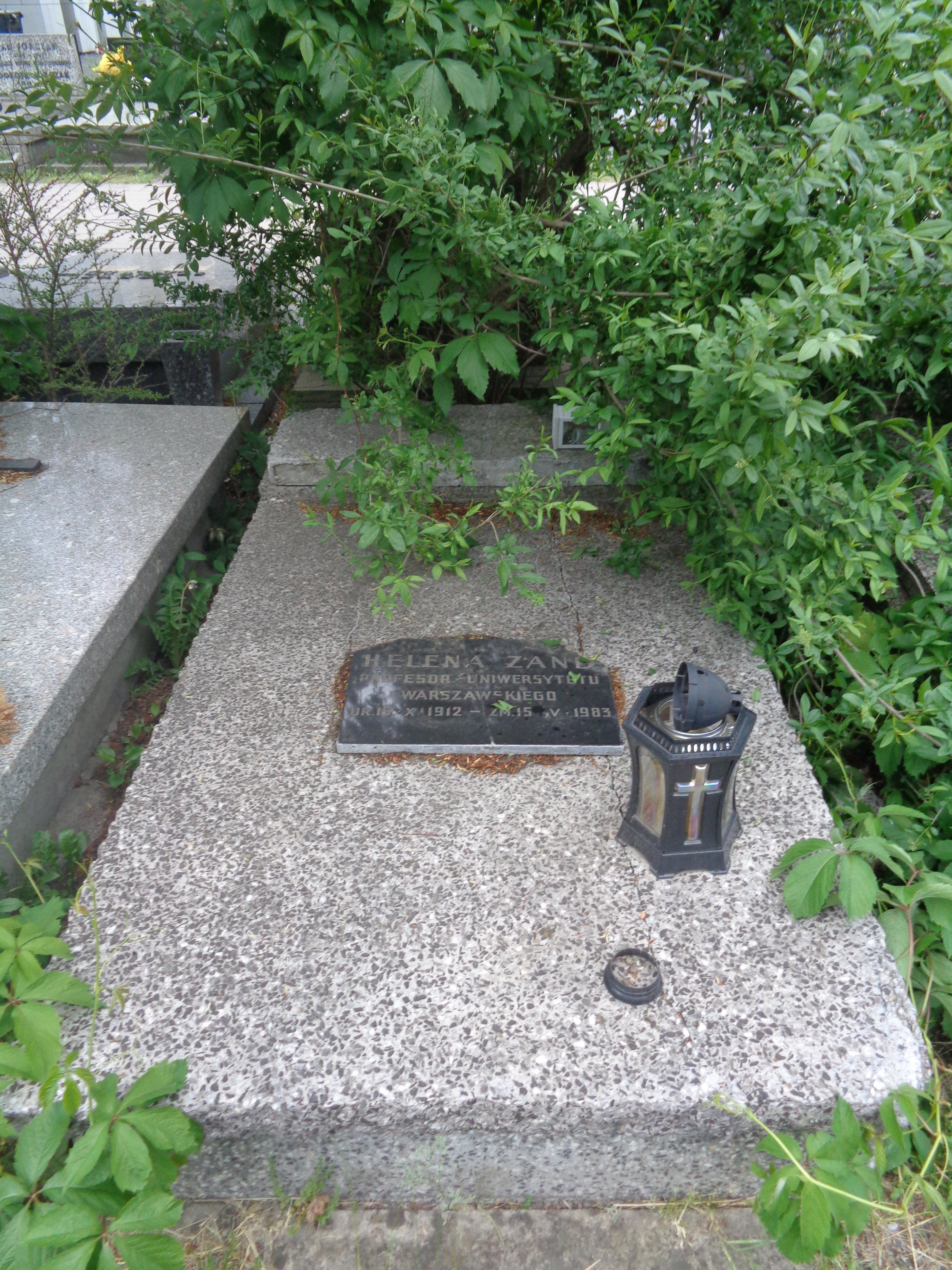
Nagrobek Heleny Zand na cmentarzu wojskowym na Powązkach

## Wybrane publikacje
- Sytuacja gospodarcza w Rosji i zaczątki kontroli robotniczej w przededniu Rewolucji Październikowej, Warszawa: "Książka i Wiedza" 1960.
- Taktyka bolszewików w okresie pokojowego rozwoju rewolucji, 22 lutego - 4 lipca 1917 r., Łódź: Wydawnictwo Łódzkie 1962.
- Spór o władzę po przewrocie październikowym 1917 r.: Rady i Konstytuanta, Warszawa: Wyższa Szkoła Nauk Społecznych przy KC PZPR. Wydział Historyczno-Socjologiczny 1964.
- Spór o władzę po rewolucji październikowej w Rosji: rady i konstytuanta, Warszawa: "Książka i Wiedza" 1967.
- (współautor: Marian Żychowski), Wielki październik 1917, Warszawa: "Wiedza Powszechna" 1967.
- Lenin a kwestia chłopska, Warszawa: "Książka i Wiedza" 1970.
- Z dziejów wojny domowej w Rosji: mieńszewicy i eserowcy w latach 1917-1920, Warszawa: Uniwersytet Warszawski 1973.
- Leninowska koncepcja partii: studium historyczne, Warszawa: "Książka i Wiedza" 1977.
- Niektóre aspekty strategii bolszewików w Rewolucji Październikowej i ich międzynarodowe znaczenie: regionalna konferencja wykładowców podstaw nauk politycznych, Serock, wrzesień 1977, Warszawa: Uniwersytet Warszawski. Wydział Dziennikarstwa i Nauk Politycznych. Studium Podstaw Nauk Politycznych 1977.
- Koncepcja budownictwa socjalizmu w myśli bolszewickiej, Warszawa: "Książka i Wiedza" 1983.